# إداومنو (إمي مقورن)
إداومنو هي إحدى مشيخات المملكة المغربية، تتبع جغرافيا لإقليم شتوكة آيت باها وإداريًا لإمي مقورن. يقدر عدد سكانها بـ 4491 نسمة حسب الإحصاء الرسمي للسكان والسكنى لسنة 2004.